# Ittocorre di Gallura
Ittocorre di Gallura (fl. XII secolo) fu giudice di Gallura agli inizi del XII secolo.
Il primo documento a menzionare il suo regno è una donazione da parte di Padulesa de Gunale, vedova di Torchitorio di Gallura, datato 1112, da cui si desume che Ittocorre succedette proprio a Torchitorio a cavallo dei due secoli. Dalla documentazione potrebbe darsi che Ittocorre fosse fratello di Padulesa, che aveva già donato la sua porzione delle suddette proprietà. Prima del matrimonio tra Padulesa e Torchitorio le loro rispettive famiglie (de Gunale e Zori) risultavano nemiche e lo stesso Ittocorre risultava nemico degli Zori almeno fino al 1112.
Da un altro documento pisano del 1116, sappiamo che Ittocorre donò quattro chiese galluresi (Torpeia, Toraie, Vignolas e Laratanos) all'arcidiocesi di Pisa. Inoltre, confermò una donazione precedente fatta da Saltaro de Zori-Gunale.
Ittocorre appare in due ulteriori documenti; il primo a conferma di altre donazioni all'arcidiocesi di Pisa e l'altro di dichiarazione della propria fedeltà alla medesima.
Dopo la sua breve apparizione nei documento in qualità di giudice, Ittocorre compare ancora con il titolo di donnu, la seconda più alta carica dopo iudex. Non è chiaro l'ordine dei giudici che gli succedettero, Costantino II Spanu e Comita Spanu, almeno il primo dei quali potrebbe essere stato suo figlio. Egli lasciò anche una figlia, di cui si ignora il nome.
Secondo i documenti riportati da  Alberto Ferrero della Marmora, Itticorre - chiamato erroneamente Ottocorre - morì nel naufragio della sua barca nel mare di Orosei.